# Basilio Germanà
Basilio Francesco Maria Germanà (Brolo, 30 ottobre 1949) è un politico italiano.

## Biografia
Nato in una agiata famiglia della borghesia terriera siciliana è figlio del deputato regionale Nino Germanà Sr. e padre dell'onorevole Antonino Salvatore Germanà.

### Carriera politica

#### La sindacatura a Brolo e la nascita di Forza Italia
Esponente della Democrazia Cristiana, è stato sindaco del suo paese natio, Brolo, dal 5 dicembre 1993 al 1 dicembre 1997.  
Con la fine della Prima Repubblica, è tra i padri fondatori di Forza Italia in Sicilia. Dal 1994 si occupa di strutturare e organizzare il partito di Silvio Berlusconi in provincia di Messina.

#### L'impegno politico nazionale tra il Senato della Repubblica e la Camera dei deputati
Viene eletto per la prima volta al Senato della Repubblica nella XII legislatura e poi confermato per la XIII. 
Alla Camera dei deputati è approdato nella XIV Legislatura, eletto nella lista civetta Abolizione dello scorporo nel collegio maggioritario di Barcellona Pozzo di Gotto. 
Confermato deputato per la XV Legislatura dopo la candidatura nella lista di Forza Italia nella circoscrizione Sicilia 2, è stato componente della commissione ambiente in entrambe le legislature trascorse a Montecitorio. Conclusa la legislatura non si ricandida, lasciando l'eredità politica al figlio Nino.

## Procedimenti giudiziari
Il 29 giugno 2013 è stato condannato dal Tribunale di Messina a 3 anni e 8 mesi di reclusione per bancarotta fraudolenta. Il 27 maggio 2016 la condanna è stata confermata in appello.